# Syndiamesa angarensis
Syndiamesa angarensis är en tvåvingeart som först beskrevs av Linevich 1953.  Syndiamesa angarensis ingår i släktet Syndiamesa och familjen fjädermyggor.
Artens utbredningsområde är Estland. Inga underarter finns listade i Catalogue of Life.